# Creative Vault Studios
O Creative Vault Studios, conhecido anteriormente como EPOS Game Studios (sigla para 'Entertainment Products of Sweden' é um promotor de jogos de vídeo independente fundado pelos cofundadores da Swedish Digital Illusions, Staffan Langin e Olof Gustafsson, no verão de 2005.

## Visão Geral da Empresa
O EPOS Game Studios foi fundado em 2005 como um promotor independente de jogos de vídeo com o intuito de desenvolver para multiplataformas. O seu jogo inicial, um jogo de tiro online chamado Crash Commando para a PlayStation Network da PlayStation 3, foi lançado a 18 de Dezembro de 2008 e recebeu um sucesso crítico. Em 2016, o estúdio colaborou com a Sony Interactive Entertainment no Hustle Kings VR para a PlayStation 4.